# Josette Daydé
 (février 2009).
Si vous disposez d'ouvrages ou d'articles de référence ou si vous connaissez des sites web de qualité traitant du thème abordé ici, merci de compléter l'article en donnant les références utiles à sa vérifiabilité et en les liant à la section « Notes et références ».
Pour les articles homonymes, voir Daydé (homonymie).
Josette Daydé, née le 28 mars 1923 à Perpignan (Pyrénées-Orientales) et morte le 4 mars 1995 à Uccle (Belgique), est une chanteuse et actrice française.

## Biographie
En 1937 Josette Daydé commence par chanter dans des opérettes (Au soleil de Marseille, de Vincent Scotto ; Toi c'est moi, en janvier 1942, avec un débutant appelé à une carrière remarquable, Georges Guétary ; On a volé une étoile). Pendant l'Occupation, elle se fait une spécialité des chansons swing (Grand'père n'aime pas le swing ; Oui, de Louis Gasté et Alix Combelle). C'est alors une des interprètes favorites de Louis Gasté, dont elle crée, en 1945, Le Rythme américain.
Dans Le Roi des resquilleurs et Madame et son flirt, elle interprète plusieurs chansons de Louis Gasté.

### Vie privée
Elle se marie en 1949 avec Marcel Lepage.

## Filmographie
- 1938 : Entrée des artistes de Marc Allégret
- 1942 : La Maison des sept jeunes filles de Albert Valentin : Huguette
- 1945 : Le Roi des resquilleurs de Jean Devaivre : la chanteuse
- 1945 : Madame et son flirt
- 1947 : Le Studio en folie de Walter Kapps (court métrage) : elle-même

## Distinctions
- 1938 : Miss Jeunesse